# Deutsch-Italienische Handelskammer
Die Deutsch-Italienische Handelskammer (Camera di commercio Italo-Germanica, kurz: AHK Italien) in Mailand ist Teil des Netzes der deutschen Auslandshandelskammern. Sie fördert im Auftrag des Bundesministeriums für Wirtschaft und Energie die Wirtschaftsbeziehungen zwischen Deutschland und Italien und vertritt die deutsche Wirtschaft in Italien.

## Geschichte

### Gründung und frühe Entwicklung
Die Deutsch-Italienische Handelskammer wurde am 15. Dezember 1921 von sechs deutschen und italienischen Kaufleuten im Deutschen Club in Mailand gegründet. Ziel der Gründer war es, die traditionsreichen Handelsbeziehungen zwischen den beiden Ländern nach der Unterbrechung durch den Ersten Weltkrieg wieder zu beleben und zu fördern. Als eine der ältesten bilateralen Handelskammern in Italien dient sie daher der Stärkung der beiderseitigen Wirtschaftsbeziehungen in ihrer Gesamtheit und nicht ausschließlich der Exportförderung für deutsche Unternehmen.
Für den am 31. Oktober 1925 in Rom unterzeichneten Handels- und Schifffahrtsvertrag zwischen Deutschland und Italien spielte die Deutsch-Italienische Handelskammer eine wichtige vorbereitende Rolle. Auch im weiteren Verlauf leistete sie als Ansprechpartner beider Regierungen bedeutende Beiträge zur Verbesserung des bilateralen Verhältnisses.

### Nach dem Zweiten Weltkrieg
Nach der erneuten Unterbrechung der Beziehungen wegen des Zweiten Weltkriegs war es wiederum die Deutsch-Italienische Handelskammer, die wesentlich zur Wiederherstellung der Wirtschaftsbeziehungen beitrug und damit auch zur Normalisierung des bilateralen Verhältnisses. Mit der Wiederaufnahme ihrer Tätigkeit am 15. Dezember 1946, dem 25. Jahrestag der Gründung, war die Deutsch-Italienische Handelskammer die erste bilaterale Auslandshandelskammer Deutschlands, die sich an der Wiederherstellung abgebrochener Wirtschaftsbeziehungen auf grundlegende Weise beteiligen konnte.
Dank des Nachkriegsbooms und der europäischen Integration konnte die Handelskammer ihre Aktivitäten und ihre Organisation wesentlich ausbauen. Es entstanden Außenstellen in Köln, Rom und Bari; in Mailand richtete die Handelskammer im Jahr 1964 einen neuen Hauptsitz in der Via Napo Torriani 29 ein. Die deutsche Wiedervereinigung und die Entwicklung zur Informationsgesellschaft brachten auch für die Deutsch-Italienische Handelskammer neue Möglichkeiten und Herausforderungen, denen man sowohl mit neuen Informations-, Beratungs- und Vermittlungsdienstleistungen begegnete, als auch mit einer den veränderten Umständen besser Rechnung tragenden Satzung.

### Entwicklungen im neuen Jahrtausend
Die Deutsch-Italienische Handelskammer hatte 1924 die Gründung des weltweiten Netzwerks der deutschen Auslandshandelskammern unterstützt. Mit der am 21. Juni 2007 von der Mitgliederversammlung der Handelskammer beschlossenen neuen Satzung wurde die Zugehörigkeit zum System der deutschen Auslandshandelskammern festgeschrieben und die Gründung eines Dienstleistungsunternehmens beschlossen. Letzteres entstand im folgenden Jahr 2008 in Form des auf Internationalisierung spezialisierten Beratungsdienstes DEinternational Italia. 2015 folgte die Gründung des Bildungsunternehmens Dual.Concept, das in Italien Ausbildungsgänge nach den Qualitätsstandards des deutschen dualen Ausbildungsmodells konzipiert und zertifiziert.
Seit dem 18. November 2010 hat die Deutsch-Italienische Handelskammer ihren Hauptsitz in der Via Gustavo Fara 26 in Mailand. An der Einweihung der neuen Zentrale nahmen unter anderem der deutsche Botschafter Michael Gerdts und die Mailänder Bürgermeisterin Letizia Moratti teil.

## Organisation und Struktur
Die Leitung der AHK Italien liegt beim Vorstand und bei der Geschäftsführung, für Grundsatzentscheidungen ist die Mitgliederversammlung zuständig. Die laufenden Geschäfte erledigen mehrere Teams mit insgesamt rund 40 Mitarbeitern. In mehreren Regionen Italiens sind Repräsentanten für die AHK tätig. Sie hat rund 700 Mitglieder, vom Großkonzern bis zum Einzelunternehmer, und ist damit der größte bilaterale Wirtschaftsverband in Italien.
Die AHK Italien wird durch Mitgliedsbeiträge, Entgelte für die angebotenen Dienstleistungen und einen Zuschuss des Bundesministeriums für Wirtschaft und Energie finanziert.

## Dienstleistungen

Logo DEInternational

Zu den Dienstleistungen, die die AHK Italien oder DEInternational Italia erbringen, gehören:
- Unterstützung bei Markteinstieg und Vertriebsaufbau
- Messeunterstützung
- Umweltdienstleitungen
- Hilfe bei Finanz- und Lohnbuchhaltung
- Recht- und Steuern
- sowie bei Mergers & Acquisitions

Etliche Beratungsdienstleistungen für die Erschließung des deutsch-italienischen Marktes wurden von der AHK der auf Unternehmensinternationalisierung ausgerichteten Firma DEInternational Italia übertragen, deren Dienste jedes Jahr mehr als 1000 Unternehmen in Anspruch nehmen.